# Lennart Poettering
Lennart Poettering (nascido em 15 de outubro de 1980) é um programador de software livre alemão, conhecido por seu trabalho em programas como o PulseAudio, um servidor de som, Avahi, uma implementação do zeroconf, e o systemd, uma alternativa para o processo init.

## Vida e carreira
Poettering nasceu na Cidade da Guatemala, mas cresceu no Rio de Janeiro, Brasil, e na cidade de Hamburgo, Alemanha. Desde 2008 até 2022, Poettering trabalhava para a empresa Red Hat.
Desde 2003, Poettering já trabalhou em mais de 40 projetos de software, escritos principalmente na linguagem de programação C. Ele é o criador, desenvolvedor e mantenedor de vários projetos de software livre que têm sido amplamente adotados em várias distribuições Linux, nomeadamente o servidor de som PulseAudio (iniciado em 2004), a solução de rede Avahi (iniciado em 2005), e, desde 2010, o sistema de inicialização do sistema systemd.

## Controvérsias
Poettering é conhecido por suas posições controversas sobre o desenvolvimento do ecossistema de programas Linux e de software livre.
Suas posições lhe trouxe acusações de que está trabalhando contra a tradicional filosofia Unix adotada pela comunidade de software livre, uma crítica que ele rebateu em seu blog. Por exemplo, Poettering tem defendido o desenvolvimento do Linux em detrimento dos padrões POSIX e de outros sistemas operacionais tipo Unix, como os sistemas operacionais BSD. Ele tomou essa decisão por causa de sua experiência em escrever componentes em linguagens de baixo nível no núcleo Linux. Ele sugeriu que outros desenvolvedores fizessem o mesmo. Poettering recomenda também a leitura do livro The Linux Programming Interface, mas ignorando as partes relacionadas ao padrão POSIX.
A controvérsia em torno do systemd culminou também em ataques pessoais e em supostas ameaças de morte contra Poettering. Poettering passou a culpar Linus Torvalds e outros desenvolvedores do kernel Linux por serem modelos para outros desenvolvedores, criando uma cultura que encoraja o discurso abusivo quando há discordâncias; uma posição compartilhada por outras pessoas, como a desenvolvedora Sarah Sharp.